# 阿方斯環礁

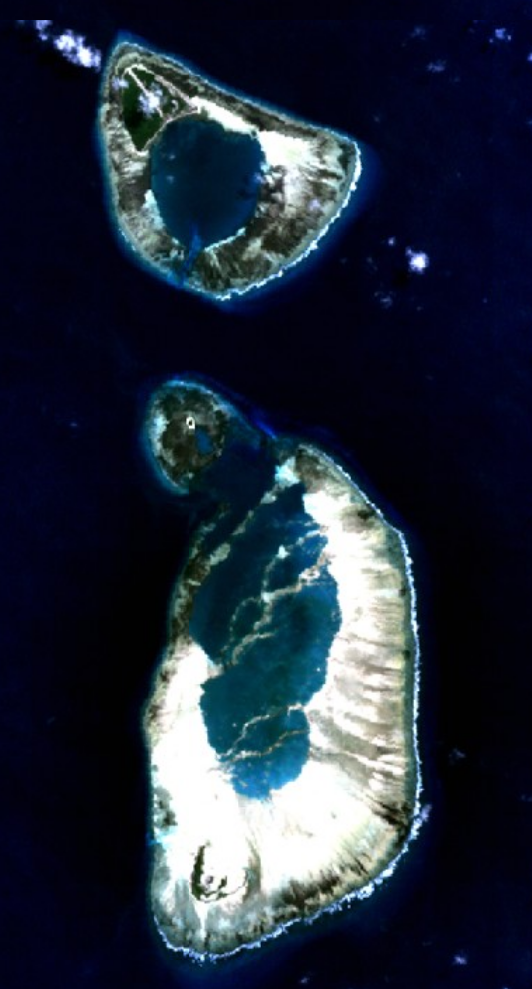

阿方斯環礁是東非國家塞舌爾的環礁，屬於阿方斯群島的一部分，位於聖弗朗索瓦環礁以北3公里，土地面積1.74平方公里，潟湖面積約6平方公里，島上有機場設施，人口少於300。

## 外部連結
- Alphonse Resort

7°00′31″S 52°43′46″E / 7.00861°S 52.72944°E